# SF 애니메이션
SF 애니메이션(SF animation)은 과학적인 상상에 근거한 애니메이션이다. SF 자체의 범위가 정확하지 않기 때문에 어떤 작품이 SF인지 아닌지를 명확하게 판별해내기는 어렵다.

## SF상 수상 및 후보 작품

### 일본 SF대상
- 신세기에반게리온 1997년
- 이노센스 2004년
- 전뇌 코일 2008년

### 성운상(영화 연극 부문·미디어 부문)
- 우주 전함 야마토 1975년
- 바람 계곡의 나우시카 1985년
- 왕립 우주군~오네아미스의 날개 1988년
- 이웃집 토토로 1989년
- 톱을 노려라! 1990년
- 엄마는 초등학교 4학년 1993년
- 기동 전함 나데시코 -The prince of darkness- 1999년
- 카우보이비밥 2000년
- 별의 목소리 2003년
- 플라네테스 2005년

### 네뷸러상 대본 부문
- 아이언 자이언트 1999년(후보)
- 원령공주 2000년(후보)
- 슈렉 2002년(후보)
- 니모를 찾아서 2003년(후보)
- 센과 치히로의 행방불명 2003년(후보)
- 인크레더블 2004년(후보)
- 하울의 움직이는 성 2006년

### 휴고상 장편 영상 부문
- 센과 치히로의 행방불명 2003년(후보)
- 니모를 찾아서 2004년(후보)
- 인크레더블 2005년
- 월리스와 그로밋: 거대 토끼의 저주 2006년(후보)

### 휴고상 영상 부문
- 노란 잠수함 1969년(후보)
- 워터십 다운 1979년(후보)
- 로저 래빗 1989년
- 미녀와 야수 1992년(후보)
- 알라딘 1993년(후보)
- 크리스마스의 악몽 1994년(후보)
- 토이 스토리 1996년(후보)
- 아이언 자이언트 2000년(후보)
- 치킨 런 2001년(후보)
- 몬스터 주식회사 2002년(후보)
- 슈렉 2002년(후보)

## 같이 보기
- SF 영화